# トック
トック（떡）は、穀物、特にうるち米またはもち米で作った朝鮮半島の餅や餅菓子など、穀物の粉を蒸したり、蒸した後に臼やもち板でついたりこねたりして作る食べ物の総称。
作り方、材料、地域などによって種類が多い。作る方法によって蒸すトック、搗（つ）くトック、炒めるトック、茹でるトックと分けることもある。おやつだが、節日によって色々なトックを食べる。日本語ではトックと表記され、発音されることが多いが、原語ではkが内破音であることから、トッと表記される場合もある。トルチャンチ（満一歳の祝い）やファンガプ（환갑／還甲。還暦のこと）の祝いにも欠かせない。

## 歴史
起源は古く、楽浪遺跡からは青銅と土で作られた蒸籠（せいろ）が出土していること、三国時代の古墳壁画に蒸籠で食べ物を蒸す様子が描かれていることから、その発祥は相当古いと考えられている。黄海道安丘で出土した高句麗時代の壁画（紀元1-2世紀）に描かれた甑（こしき）が、20世紀以降も使用されている甑と変わりない形状であることから、甑で蒸して作るシルトックは日常食として古代から食べられていたものと推測されている。
高麗時代以降、朝鮮半島では国策として農業を推し進めたことにより、穀物の生産量が増え、トックの調理法も様々な発展を遂げた。21世紀現在に食べられているトックの調理法の大部分は、朝鮮時代に確立したと考えられている。
宴や祭祀の時、また、商売にも欠かせない慶事の食材であり、格式によって整える必要もあり、味だけではなく見た目が重視され、クチナシの実やヨモギなどで染めて様々な色を出し、木型で一定の形や模様をつくり、花弁や松の実で装飾したようなトックも生まれた。
間食としてもよく食べられるため、頻繁になにかを行うことを「トックを食べるように」という慣用句がある。

## 種類と調理法
元々は粟や稗、小麦・大麦といった雑穀から作っており、元時代の文献『居家必用』には、栗を日陰に干して皮をむいた後、粉にして蒸し、ここにもち米粉を3分の2程度混ぜた後、蜂蜜に入れてお祝いのものを蒸して食べる高麗栗餻が紹介されている。また、朝鮮時代でも様々な粉でトックを作っており、変わったところだと栗や干し柿を粉にしたものや、朝鮮時代末期だとジャガイモ粉でトックを作られていたりもする。朝鮮時代に一般的に食べられていた「白雪餅」はもち米から作られている。
現在のトックは主にうるち米を原料とし、米をいったん粉に挽いてから蒸すなど、もち米を蒸しあげてつく日本の餅とは主原料も調理法も異なっている。これは1946年6月に発刊された『朝鮮常識（조선상식）』という書籍で書かれたものであるが、伝統的な従来のトックは、雑穀粉やもち米粉で作られていた。
うるち米で作ったトックは加熱してものびることがなく、炒め物など料理に使われる。棒状のトック（カレトック）をコチュジャンなどを使って甘辛く炒めたものがトッポッキ（떡볶이）で、この料理は1953年韓国ソウル特別市新堂洞にて韓国人マ·ボクリムにより開発された。屋台のメニューとして定番であるほか、野菜などを加えた一品料理として料理屋などでも出されている。鶏肉と野菜を炒めるタッカルビにもこのトックが使われる。
また、韓国風の雑煮と呼ばれるものは、棒状のトック（カレトッ）を斜めに薄く切り、水につけて柔らかくしたものを、牛肉や鶏肉（元々は雉肉）、野菜と一緒に炒め、スープ（「グク」）で煮て、醤油、食塩、おろしたニンニクなどで調味する。この料理を「떡국（トククク＝餅のスープ）」と呼ぶが、これをカナにして「トック」と書かれることも多く、混同しやすい。
蜂蜜などで甘く味付けしておやつにしたりする。甘いトックにはカボチャの種やナツメ、ゴマなどを加えたものもある。シルトックには、小豆、緑豆、ゴマなどを米粉の上にのせたものが多い。
チヂミの中にも、ピンデトック（リョクトウのチヂミ）、チャントッ（野菜のチヂミ）など、トックの名がつくものがある。

## おもな種類
- シルトック（시루떡）：伝統的に一番古い韓国的な餅である[4]。現代では主にうるち米の米粉を使うが、『韓国民族文化大百科事典（한국민족문화대백과사전）』には昔は粟や黍を使った雑穀で作った物である事が記載されており、「シル」という蒸器で蒸して作るトックである。『閨閤叢書』などには多種多様なシルトックが書かれており、様々なものを粉にしてシルトックを作っていた事が記録されている。
  - ムジゲトック（무지개떡）：「虹のトック」の意。シルトックの一種で、着色した米粉と砂糖を混ぜ、数種類の色を層にして蒸す。祝い菓子。
- インジョルミ : もち米を蒸してよく突いて粘り気を出し、四角く切ってまぶし粉で味付けするトック[9]。まぶし粉には、小豆や緑豆や大豆の粉で作る。そのまま食べても美味だが甘い水飴を絡めて食べるとさらに美味しいことから、口当たりがよく気に入った場合を意味する比喩に「インジョルミに水飴をつけた味」という言葉がある[9]。
- チョルピョン：米の粉を蒸してよくついた後、広く伸ばし、型を押して模様を付けたり、一定の形に切り分けるトック。ほかのトックに比べて長時間つくことで粘り気を出し、まぶし粉のかわりにごま油を塗る[10]。素材そのものの味を楽しむことができるのが特徴[10]。端午の節句や、兵役中の息子が休暇を終えて軍に戻る時、軍隊に面会に行くときなどには、車輪の模様を付けた「スリチュイトク」と呼ばれる丸いチョルピョンを作ることが多い[10]。
- ペクソルギ　： うるち米の粉を蒸し器で蒸してつくる真っ白いトックで、まぶし粉を用いない[9]。子どもの生まれから21日の祝いや百日（ぺギル）の祝いや、旧暦10月の祭祀「コサ」などの神聖な日に食べる代表的なトック[4][9]。特に百日の祝祭日には刃物を使うのは不吉であるとして、しゃもじで切り分けて供する[9]。
- コントック（콩떡）：大豆のトック。
- カレトック（가래떡）：白い棒状のトック。トッククやトッポッキ、ソトクソトクに用いる。
- クルトック（꿀떡）：中に蜜を詰めた丸いトック。
- ソンピョン（송편、松편）：うるち米の粉を湯で練ってリョクトウなどの餡を詰め、半月やアサリの形に整え、松葉と共に蒸したトック[11][9]。秋夕の祝い菓子。餡を入れずに作る場合もあり、餡を入れた場合は「中身のよくできた人間になるように」との意味があり、餡を入れない場合は「心広く志を持った人間になれ」という意味がある[11]。
- プピョン（부편）：中に餡を詰めて小豆、リョクトウ、ゴマなどのコムル（粉状のそぼろ）をまぶした丸いトック。
- ホットック（호떡）：小麦粉、餅米粉などで作った平たい餅に餡を詰め、油で焼いたトック。
- カムジャトック（감자떡）：ジャガイモのトック。主に北朝鮮で食べられている。
- チャプサルトック（찹쌀떡）：併合期の日本の大福餅が、そのまま祝いものとして残ったもの。

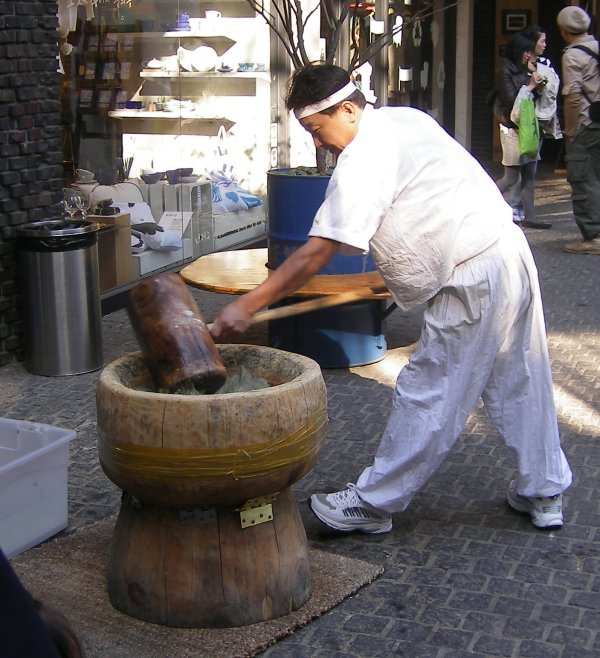
臼と杵で伝統的なトックを作る様子
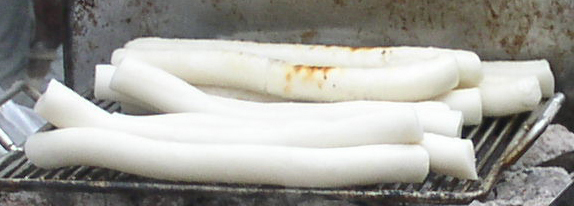
焼いたカレトック
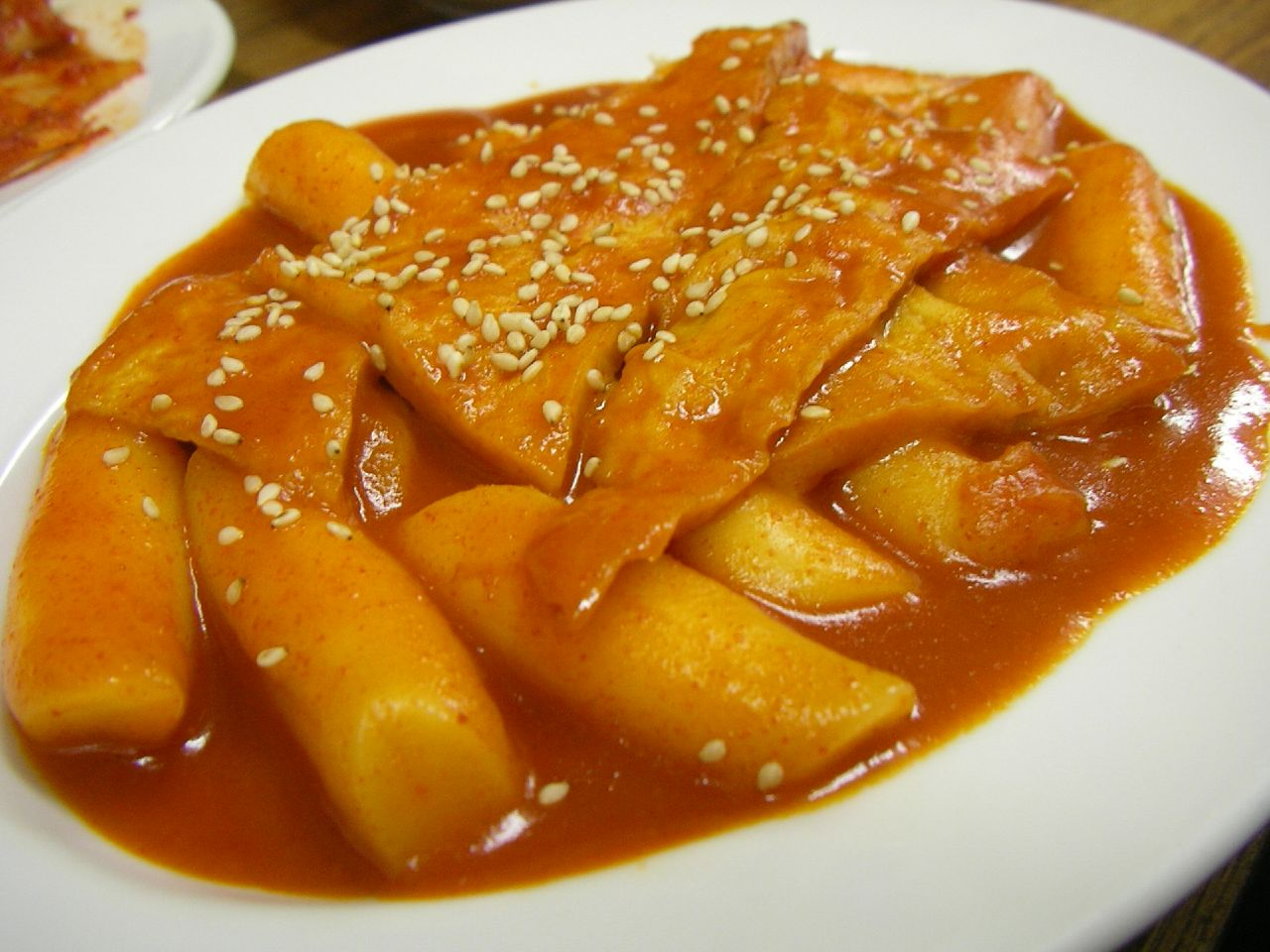
トッポッキ
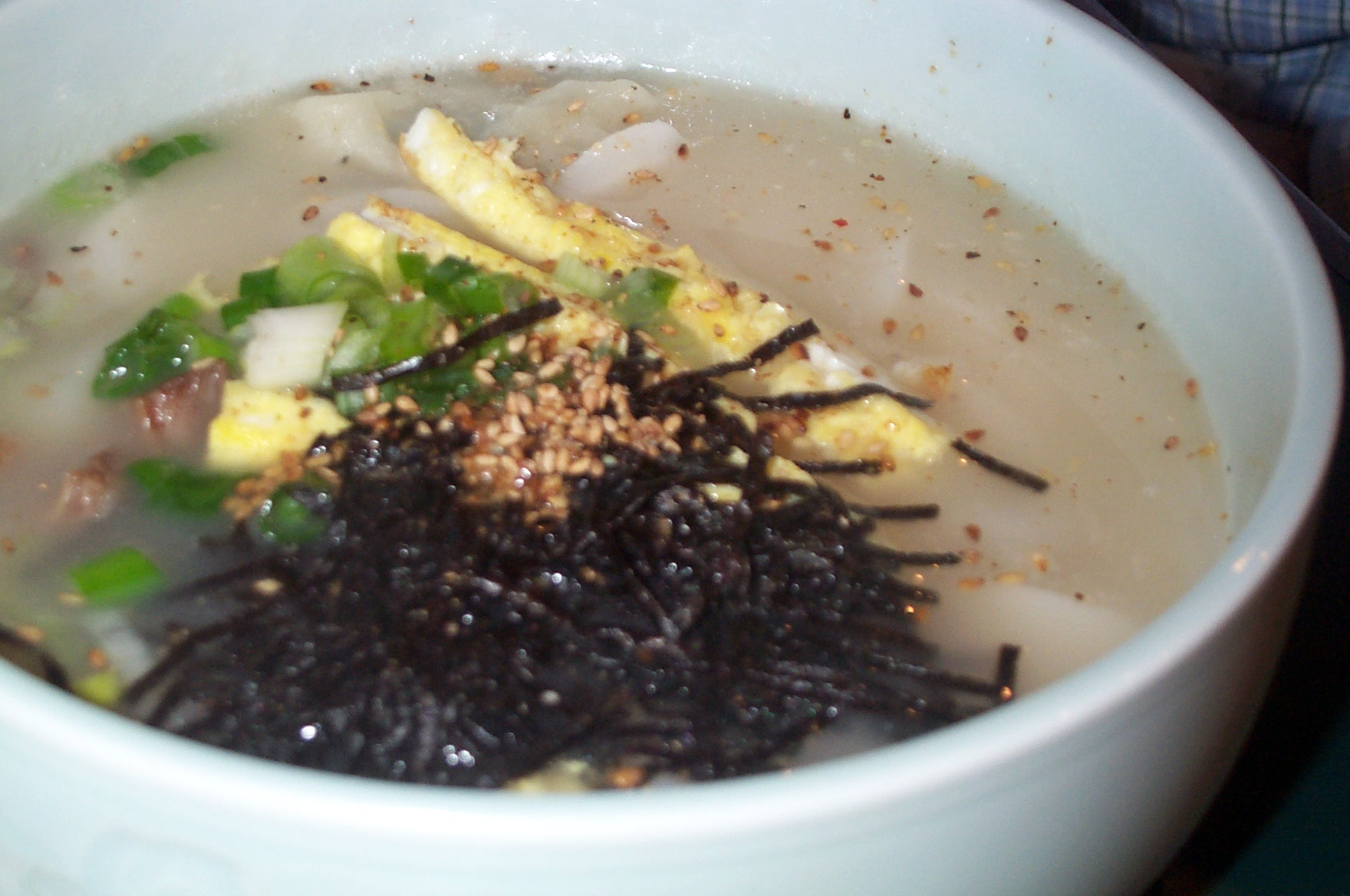
トックック
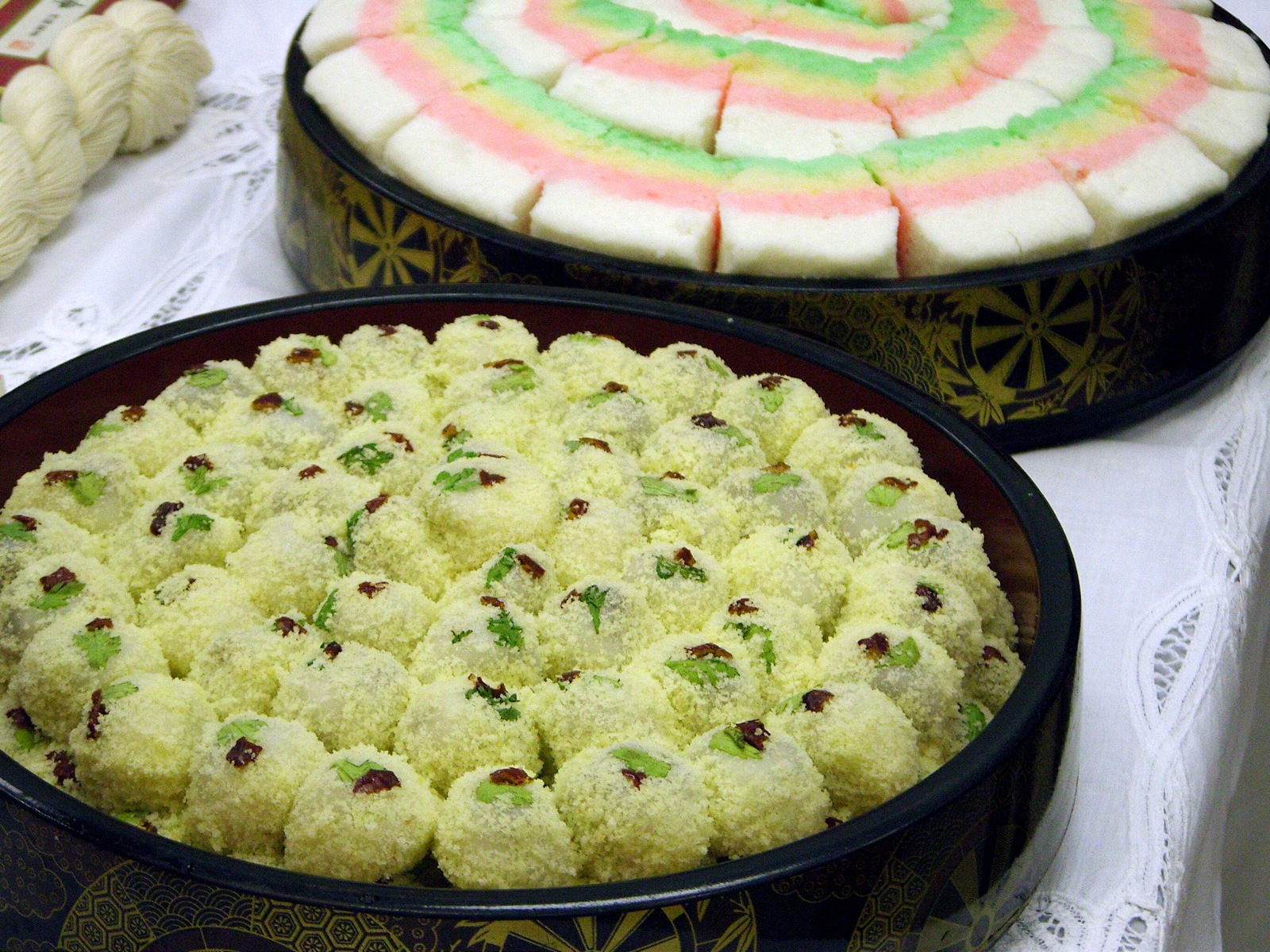
プピョン（前）とムジゲトック（後）
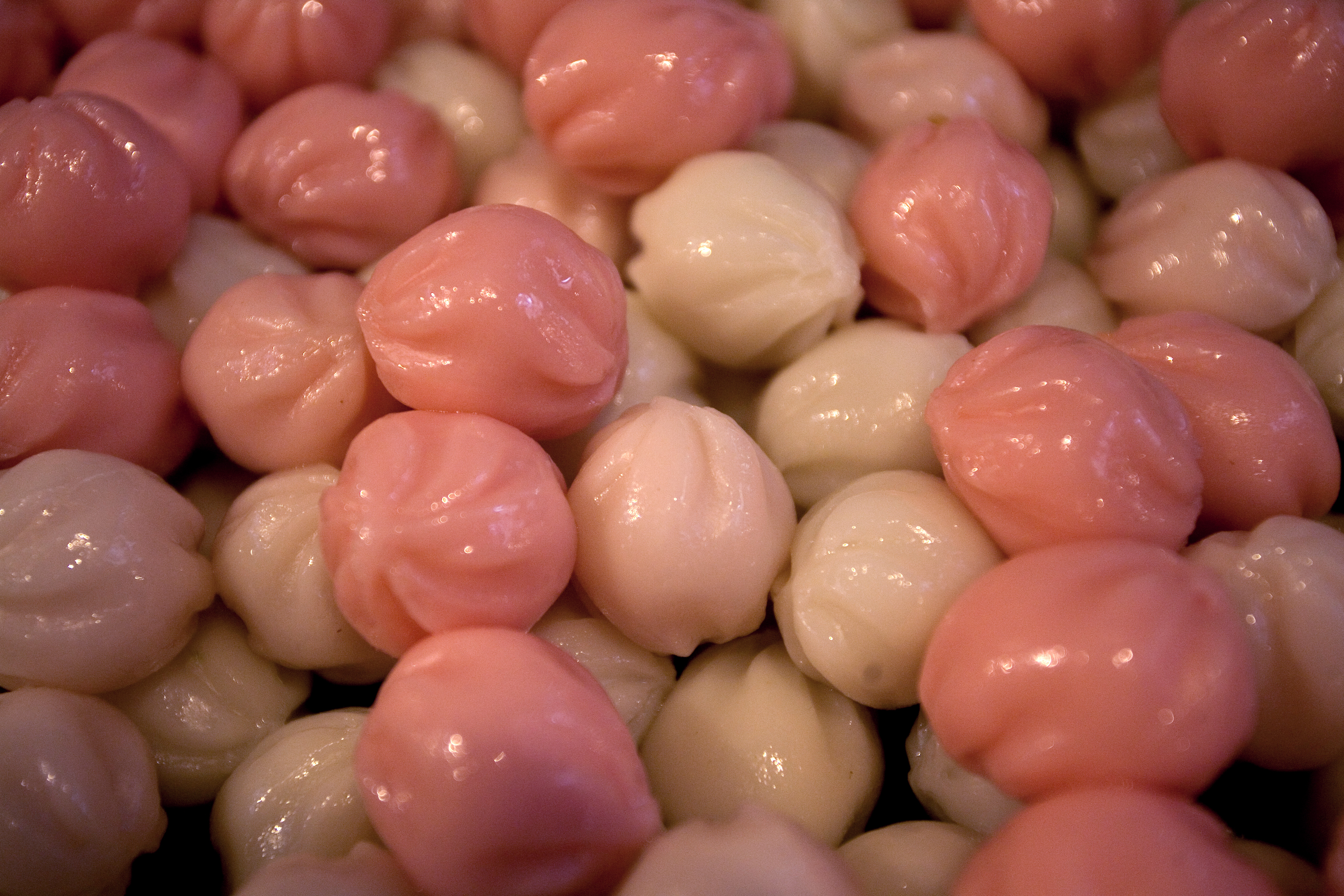
クルトック
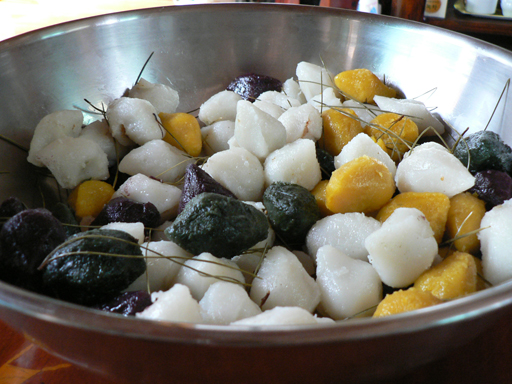
ソンピョン
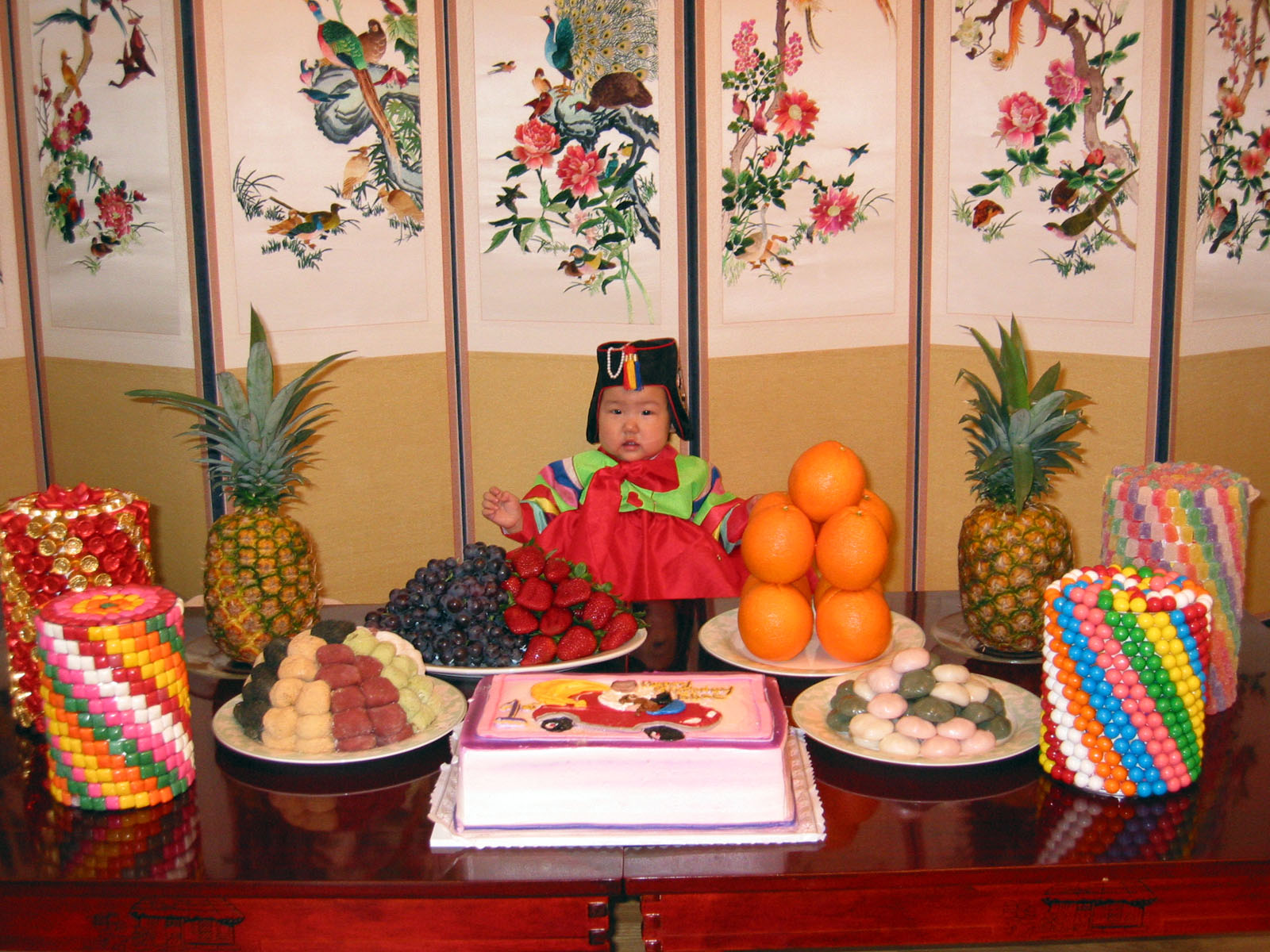
2種類のトックを供えたトルジャンチ(1歳の誕生日祝い)の膳。

## ことわざ
- 「大事な息子には鞭を一振り、憎い息子にはトックをもう一つくれてやる」 意味：子が喜ぶようなものを簡単に与えるのは、悪い癖を作ることになるのでかえってよくない[5]。
- 「すぐ食べるトックにもあんを入れる」 意味：どれほど急ぎの用事であっても、順序を守り、整えて行うべき格式は整えるべき[5]。
- 「他人のトックは大きく見える」 意味：他人のものは自分のものよりよくみえるように、欲深いことのたとえ[12]。
- 「寝ながらトックを食べれば、まぶしたあんが目に入る」 意味：自分が楽なことばかり考えて働いていると、かえって自分にとって面倒なことになる[12]。
- 「両手のトック」　意味：同じような仕事がふたつあり、どちらから着手するべきか迷っている状況や、幸運な出来事が立て続けに2つ重なった状況をいう[12]。
- 「見栄えのいいトックは食べてもおいしい」 意味：見えている状況がよい場合は、内容も良い場合が多いという意味だが、形式も内容に関わらず重要であるという意味を含む[11]。